# Laila Reenberg
Laila Reenberg (født 20. august 1962) er en dansk jurist og leder, som arbejder indenfor Forsvarsministeriets område.
Reenberg opnåede cand.jur.-graden fra Københavns Universitet i 1988 og blev samme år ansat som fuldmægtig i Forsvarsministeriet. Fra 1994 har hun haft forskellige chef-stillinger; frem til 2014 i departementet og siden da som direktør for henholdsvis Forsvarsministeriets Personalestyrelse og Beredskabsstyrelsen.